# حشوية (مصطلح)
حشوية (فلسفة وأديان)الحشوية مصطلح خاص يستخدمه المتكلمون في الدين الإسلامي وعلماء العقيدة والفلاسفة في وصف بعض الفرق الإسلامية، وقد اختلفت الفرق الإسلامية والمتكلمون في العقائد في تعريف الحشوية، فعرفتها كل فرقة من وجهة نظرها. وذُكر الحشوية هم من يثبتون الصفات لله، أو هم من يثبتون خلق الله لأفعال العباد. وقيل إن الحشوية هم من يُشَبِّهُونَ الله بخلقه. وعند بعض علماء الحديث، الحشوية هم من يحشون الأحاديث الصحيحة بالأحاديث الضعيفة.
وقد ظهر مصطلح الحشوية على يد الجهمية الذين كانوا يصفون كل من يثبت الصفات لله بالحشوية، ثم أطلقه عمرو بن عبيد على كل من يثبت خلق الله لأفعال العباد بالحشوي، ثم أطلقته الباطنية والقرامطة على من يفسرون آيات الصلاة والزكاة تفسيراً ظاهريًّا.
ويرى بعض العلماء أن مصطلح الحشوية لا يختص بفرقة معينة لها أصولها كالأشعرية والمعتزلة والسلفية، وإنما هو لفظ ذم وتشويه ترمي به كل طائفة الأخرى، وفي هذا يقول ابن تيمية: «فأما لفظ الحشوية فليس فيه ما يدل على شخص معين ولا مقالة معينة، فلا يدرى من هم هؤلاء».

## تعريف الحشوية
تعددت أقوال الفرق الإسلامية في تعريف مصطلح (الحشوية)، فعرفته كل طائفة بما يتوافق مع أصوله العقدية، وموقفه من المخالفين:
الجهمية: الحشوية هم من يثبتون الصفات لله.
المعتزلة: الحشوية هم من يثبتون خلق الله لأفعال العباد.
الأشاعرة والماتريدية: الحشوية هم من يشبهون الله بخلقه.
بعض علماء الحديث: الحشوية هم من يحشون الأحاديث الصحيحة بالأحاديث الضعيفة.، ، 
ويرى بعض الأكاديميين المعاصرين بأن هذا المصطلح: «عبارة عن اتجاه عام وتيار فكري موجود داخل الكثير من المذاهب والطوائف المختلفة، مُتمثلا في الاتجاهات القائلةِ بالتشبيه والتجسيمِ، والاتجاهاتِ المنحية للعقلِ بالكلية، وكذا التي تروي الموضوعات من الأحاديث والآثار، ولا تميز بين الصحيح والموضوع».

## تاريخ الحشوية
لم يكن مصطلح الحشوية من المصطلحات الأصيلة في الإسلام، وإنما ظهر بعد بروز بعض الفرق الإسلامية؛ فقد ظهر على يد الجهمية الذين كانوا يصفون كل من يثبت الصفات لله بالحشوية، ثم تلى ذلك ظهور المعتزلة على يد عمرو بن عبيد الذي كان يسمي كل من يثبت خلق الله لأفعال العباد بالحشوي، ثم الباطنية والقرامطة الذين يسمون من يفسر آيات الصلاة والزكاة على ظاهرها بالتشبيه. 

## الحشوية عند الأشاعرة
مصطلح الحشوية لدى الأشاعرة غير مختص بفرقة واحدة إذ يطلق علماء الأشاعرة مصطلح (الحشوية) على من يثبت الصفات لله غير الصفات التي تثبتها الأشاعرة، فمصطلح الحشوية-لدى الأشاعرة- شامل لقدماء الشيعة وأهل الحديث والكرامية، قال الشهرستاني: «غير أن جماعة من الشيعة الغالية وجماعة من أصحاب الحديث الحشوية صرحوا بالتشبيه مثل: الهاشميين من الشيعة، ومثل مضر، وكهمس، وأحمد الهجيمي وغيرهم من الحشوية. قالوا: معبودهم على صورة ذات أعضاء وأبعاض، إما روحانية، وإما جسمانية. ويجوز عليه الانتقال والنزول والصعود والاستقرار والتمكن».، 

## الحشوية عند الماتريدية
وأما الماتريدية فجعلت مصطلح الحشوية مقابلاً لمصطلح المعتزلة في صفة الكلام لله؛ فقال أبو منصور الماتريدي: «وقد ضل بهذه الآية فريقان: الحشوية، والمعتزلة. أما الحشوية فإنهم يقولون: إن القرآن والكلام هو صفة الله الذي هو لم يزل به موصوفا، وإنه لا يزايله».

## الحشوية عند السلفية الأثرية
تنكر السلفية تسميتها بالحشوية، وترى بأن هذا المصطلح لا ينطبق عليها وإنما ينطبق على من يغالي في إثبات الصفات لدرجة تشبيه الله بخلقه كالسالمية الكرامية وقدماء الحنابلة ، قال السفاريني: «ومنهم مشبهة الحشوية، قالوا: هو تعالى من لحم ودم، وله أعضاء، حتى قال بعضهم لأصحابه لما سألوه: أعفوني من اللحية والفرج وسلوني عما وراءهما، ومنهم مشبهة الكرامية أصحاب أبي عبد الله محمد بن كرام».

## مصطلح ذم وتشويه
يرى بعض العلماء أن مصطلح الحشوية لا يختص بفرقة معينة لها أصولها كالأشعرية والمعتزلة والسلفية، وإنما هو لفظ ذم وتشويه يرمي به كل طائفة الأخرى، وفي هذا يقول ابن تيمية: «فأما لفظ الحشوية فليس فيه ما يدل على شخص معين ولا مقالة معينة، فلا يدرى من هم هؤلاء» ، ويقول أيضا: «مسمى الحشوية في لغة الناطقين به ليس هو اسمًا لطائفة معينة لها رئيس قال مقال فاتبعته كالجهمية والكلابية والأشعرية ولا اسمًا لقول معين من قاله كان كذلك والطائفة إنما تتميز بذكر قولها أو بذكر رئيسها».